# برج قلاویه
برج قلاویه (به عربی: برج قلاويه) یک منطقهٔ مسکونی در لبنان است که در شهرستان بنت جبیل واقع شده‌است.
 برج قلاویه   ۴۷۰ متر بالاتر از سطح دریا واقع شده‌است.